# Iwan Kiriejewski
Iwan Wasiljewicz Kiriejewski (ros. Иван Васильевич Киреевский, ur. 22 marca?/3 kwietnia 1806 w Moskwie, zm. 11 czerwca?/23 czerwca 1856 w Petersburgu) – rosyjski filozof i krytyk literacki, działacz społeczny, jeden z twórców ważnego w dziewiętnastowiecznej filozofii rosyjskiej nurtu zwanego słowianofilstwem.

## Życiorys
Był synem właściciela ziemskiego. Wcześnie stracił ojca, dużą część młodości spędził na włościach w rodowej wsi Dołbino w guberni tulskiej. Wśród jego nauczycieli znalazł się ceniony rosyjski poeta romantyczny, Wasilij Żukowski. Już w młodości pod wpływem swojego nauczyciela Aleksieja Jełagina, Kiriejewski zetknął się z dziełami Friedricha Schellinga.
W 1822 wraz ze swoją matką i jej rodziną wyjechał do Moskwy, gdzie obracał się w kręgach młodej inteligencji moskiewskiej. W 1829 roku zakochał się w Natalii Piotrownej Arbieniewej i poprosił o jej rękę, lecz z powodu dalekiego pokrewieństwa otrzymał odmowę, co było dlań strasznym ciosem. W 1830 wobec niemożności realizacji swoich planów małżeńskich, wyjechał do Niemiec. W Berlinie spotykał się z Georgiem Friedriechem Heglem oraz jego uczniami, zgłębiał nową filozofię niemiecką. Kultura Zachodu nieprzyjemnie uderzyła Kiriejewskiego swoją jednostronnością i wąskim racjonalizmem. Kiriejewski wysoko oceniał niemiecką uczoność, ale ogólnie Niemcy wywarły na nim wrażenie „głupiego” kraju, „dębowego”, „chociaż w Niemczech dębów, poza samymi Niemcami, prawie nie ma”.
Powróciwszy do Rosji w 1831 założył czasopismo „Jewropiejec”, wkrótce zakazane przez cara Mikołaja I, który zarzucał Kiriejewskiemu mieszanie się w sprawy polityczne. W 1834 Kiriejewski zdołał wreszcie zawrzeć związek małżeński ze swoją narzeczoną, Natalią Arbieniewą. W 1845 został jednym z redaktorów ważnego czasopisma „Moskwitianin”. Zmarł w Petersburgu 1856, dokąd wyjechał odwiedzić swojego syna i zaraził się podczas epidemii cholery.

## Poglądy
Kiriejewski mimo swojego zainteresowania filozofią zachodnioeuropejską, szybko się do niej zraził i zastosował wobec niej ostrą krytykę. Zarzucał filozofom zachodnim, zwłaszcza niemieckim i francuskim, ślepy racjonalizm, drobiazgowość i jednostronność. Według Kiriejewskiego, człowiek powinien dążyć do „zebrania w jedną niepodzielną całość swych poszczególnych mocy, które w zwykłym stanie człowieka znajdują się w sytuacji rozbicia i sprzeczności, aby nie uznawał swojej abstrakcyjnej logiki za jedyny organ rozumienia prawdy, aby głos pełnego zachwytu uczucia niepogodzony z innymi mocami ducha nie został uznany za nieomylne wskazanie prawdy, aby doznania pojedynczego zmysłu estetycznego, niezależnie od innych pojęć nie zostały uznane za dokładnego przewodnika w rozumieniu wyższej harmonii świata”. Kiriejewski źródła swojej kontemplacyjnej filozofii odnajduje w pismach Ojców Kościoła. Pozostając wierny Rosji i tradycji narodowej, krytykuje jednak fałszywą pobożność i literalne podejście Cerkwi do Pisma Świętego i tradycji. Przez pewien czas zresztą stosunek Kiriejewskiego do religii był co najmniej ambiwalentny, a w jego pismach trafiały się wypowiedzi, które można uznać nawet za bluźniercze. Tak więc podkreślanie silnego związku Kiriejewskiego z prawosławiem należy uznać za mocno przesadzone. Dopiero w ostatnich latach życia związał się bliżej ze starcami z Pustelni Optyńskiej, co miało wpływ nad kształt napisanego wówczas przez niego „Kursu filozofii”.
Zdaniem Kiriejewskiego godność rosyjskiego rozumu i charakteru polega na całościowości. Człowiek powinien dążyć do zebrania w jedną niepodzielną całość wszystkich swych poszczególnych mocy, które w zwykłym stanie człowieka znajdują się w sytuacji rozbicia i sprzeczności. Kiriejewski wierzył, że dzięki zjednoczeniu w jedną harmonijną całość wszystkich mocy duchowych (rozumu, uczuć, zmysłu estetycznego, miłości, sumienia i bezinteresownego dążenia do prawdy) człowiek zdobywa zdolność mistycznej intuicji i kontemplacji, które czynią dla niego dostępną metaracjonalną prawdę o Bogu i Jego stosunku do świata. Wiara takiego człowieka nie jest wiarą w zewnętrzny autorytet, w literę napisanego Objawienia, a wiarą w „żywą i całościową kontemplację rozumową”. Kiriejewski znajduje źródła takiej filozofii w dziełach Ojców Kościoła. Ta idea całościowej wiedzy została zaakceptowana np. przez Władimira Sołowjowa.
Kiriejewski należał do nurtu tzw. słowianofilstwa klasycznego, idealizującego dawną Rosję (Święta Ruś) i przeciwstawiającego się reżymowi cara (w odróżnieniu od lojalnego wobec władz tzw. słowianofilstwa oficjalnego). Krytykował Hegla i zarzucał mu przecenianie myślenia logicznego, idealizował Rosję i mistykę chrześcijańską, mimo to nie odrzucał kultury zachodniej radykalnie i całościowo. Nie stworzył wprawdzie nowego systemu filozoficznego, wniósł jednak wiele do rodzącej się w pierwszej połowie XIX wieku rosyjskiej myśli filozoficznej i społecznej.
Kiriejewski wywarł wpływ prawie na wszystkich przedstawicieli rosyjskiego renesansu religijnego.